# Лари Кембел
Лоренс Лари В. Камбел (енгл. Lawrence "Larry" W. Campbell; Брантфорд, 28. фебруар 1948) је бивши градоначелник града Ванкувера, Британска Колумбија. Такође је члан канадског Сената.